# Де ла Роса, Педро
Пе́дро Марти́нес де ла Ро́са (исп. Pedro Martínez de la Rosa) — испанский автогонщик, выступавший в чемпионате Формула-1. Де ла Роса дебютировал в 1999 году и добился лучшего результата в 2006 году — 11 место в чемпионате, старт с четвёртого места и финиш на втором месте в Гран-при Венгрии. С 2008 года по 2010 год и с 2012 года по 2014 год — председатель Ассоциации пилотов Гран-при (GPDA).

## Биография
Педро родился 24 февраля 1971 года в Барселоне, Каталония, Испания, в нескольких километрах от трассы Каталунья-Монтмело. В подростковом возрасте участвовал в чемпионате радиоуправляемых моделей машин, добившись больших успехов: дважды чемпион Европы по этому виду спорта.
Профессиональным автоспортом де ла Роса начал заниматься только в 17 лет, выиграв испанский чемпионат по картингу в 1989. На следующий год Педро выиграл испанский чемпионат Формула Форд в дебютном сезоне. Перейдя в Формулу-Рено, Педро выиграл её испанский и британский чемпионаты. Затем несколько лет выступал в японских чемпионатах, выиграв чемпионский титул в местной Формуле-3.

## В Формуле-1

### Arrows
Команда Формулы-1 «Jordan» пригласила испанца на место тест-пилота в 1998 году. Результаты тестов оказались достаточно убедительными, чтобы на следующий год Педро получил контракт с командой Arrows. Дебютировав в Австралии, де ла Роса набрал одно очко за шестое место в первой же гонке. Сезон в целом был не столь удачен: Arrows скатились в аутсайдеры, способные бороться лишь с Minardi за предпоследнее место, и это очко оказалось для Педро единственным в 1999 году. При этом, однако, он значительно опередил в квалификациях своего партнёра японца Тору Такаги. На следующий год напарником де ла Роса стал опытный голландец Йос Ферстаппен. Педро дважды финишировал шестым и набрал два очка.

### Jaguar
В поисках более быстрой и богатой команды в 2001 году де ла Роса начал переговоры с Jaguar Racing, где места обоих пилотов были уже заняты вице-чемпионом мира Эдди Ирвайном и дебютантом Лучано Бурти. Для Педро оставалось только место тест-пилота. Однако после четырёх гонок, в которых Бурти неоднократно попадал в аварии, руководство Jaguar сочло за лучшее отдать его в Prost и взять де ла Росу на место постоянного пилота. Испанец оказался стабильнее, набрал три очка и занял 16-е место в чемпионате. Следующий сезон оказался для Jaguar провальным: машины постоянно сходили с трассы из-за механической ненадёжности. Педро не смог набрать ни единого очка. Разочарованный Ирвайн покинул команду, вслед за ним было смещено всё руководство Jaguar и новый босс команды Ники Лауда набрал новый состав гонщиков, в котором уже не было де ла Росы. Испанец временно оказался без работы.

### McLaren
Новым местом трудоустройства для гонщика неожиданно стала топ-команда McLaren, взявшая его вторым тест-пилотом, хотя вакансия запасного гонщика уже была занята Александром Вурцем. Де ла Роса вскоре стал опережать австрийца на тестах, ему чаще доверяли проводить пятничные заезды за команду. В сезоне-2005 Педро провёл всего одну гонку, выйдя на замену травмированного Хуана-Пабло Монтойи и финишировав пятым, причём показав в этой гонке лучшее время круга. Следующий год де ла Роса также начал в должности тест-пилота, но после неожиданного разрыва Монтойей контракта с McLaren, освободившего место основного пилота, Рон Деннис доверил Педро управление второй машиной начиная с Гран-при Франции до самого конца сезона. Де ла Роса набрал 19 очков, стал 11-м в чемпионате и впервые в своей карьере поднялся на подиум, став вторым в сложном Гран-при Венгрии, где свою первую победу одержал Дженсон Баттон. Педро рассматривался как кандидат в партнёры к своему соотечественнику чемпиону Фернандо Алонсо и на следующий год, но по результатам тестов Рон Деннис сделал выбор в пользу своего протеже, чемпиона GP2 Льюиса Хэмилтона. Педро остался тест-пилотом команды.
Де ла Роса сыграл важную и противоречивую роль в шпионском скандале 2007 года. На протяжении начала сезона он вместе с Майком Кохленом, инженером McLaren, тестировал агрегаты с использованием информации, похищенной Кохленом из Ferrari через шеф-механика этой команды Найджела Степни. Педро обсуждал и обменивался этой информацией с Алонсо по электронной почте. В частности, он прислал Алонсо схему весового баланса Ferrari, а также состав «шинного газа», очень заинтересовавший его партнёра. Эти письма, будучи переданы обоими гонщиками по требованию FIA, послужили важной уликой и одним из оснований для дисквалификации команды.

### Sauber
19 января 2010 года де ла Роса подписал контракт с командой Sauber на сезон-2010. Выступал слабее своего напарника по команде Камуи Кобаяси, и в сентябре произошла своеобразная рокировка. Команда объявила о том, что оставшиеся до конца сезона 5 гонок вместо де ла Росы проедет Ник Хайдфельд, тестировавший на тот момент резину для возвращающейся в 2011 году в качестве поставщика шин компании Pirelli. Де ла Роса после этого принял предложение шинников стать их тестером.
9 марта 2011 года было объявлено, что де ла Роса возвращается в McLaren в качестве тест-пилота и резервного гонщика.
10 июня 2011 года, имея контракт тест-пилота с командой McLaren, заменил после первой тренировки Гран-при Канады гонщика Sauber Серхио Переса.

### HRT
21 ноября 2011 года Педро подписал контракт с командой HRT на 2012 и 2013 годы. Перед этим McLaren официально «отпустил» де ла Росу, и он получил возможность подписать контракт с HRT.

### Ferrari
В сезоне 2013 года Педро де ла Роса стал тест-пилотом Ferrari и принял участие в предсезонных тестах машины.

## Семья
Педро женат на Марии Рейес. У них трое дочерей: Георгина (род. 21 января 2003 г.), Оливия (род. 10 ноября 2004 г.) и Луна (род. 25 марта 2008 г.).
Двоюродный брат, бывший мотогонщик Альберто Пуч, с 2018 года директор команды MotoGP Repsol Honda.

## Результаты выступлений

### Статистика
| Сезон | Серия                                         | Команда               | Старты | Победы | Поулы | БК | Подиумы | Очки | Место |
| ----- | --------------------------------------------- | --------------------- | ------ | ------ | ----- | -- | ------- | ---- | ----- |
| 1989  | Испанская Формула-Фиат                        | Ofensiva Uno — Meycom | 7      | 2      | ?     | ?  | 5       | ?    | 1     |
| 1990  | Испанская Формула-Форд                        | Racing for Spain      | 10     | 8      | ?     | ?  | 9       | ?    | 1     |
| 1990  | Британская Формула-Форд                       | Racing for Spain      | 6      | 0      | ?     | ?  | 2       | 0    | НКЛ   |
| 1990  | Фестиваль Формулы-Форд                        | ?                     | 1      | 0      | 0     | 0  | 0       | -    | 12    |
| 1991  | Испанская Формула-Рено                        | Racing for Spain      | 10     | 0      | ?     | ?  | 3       | 46   | 4     |
| 1992  | Rencontres Internationales de Formule Renault | Racing for Spain      | 3      | 2      | ?     | ?  | ?       | ?    | 1     |
| 1992  | Британская Формула-Рено                       | Racing for Spain      | 12     | 3      | 0     | ?  | 7       | 153  | 1     |
| 1993  | Британская Формула-3                          | West Surrey Racing    | 14     | 0      | 0     | 0  | 0       | 18   | 6     |
| 1993  | Гран-при Макао                                | West Surrey Racing    | 1      | 0      | 0     | 0  | 0       | -    | НКЛ   |
| 1993  | Формула-3 Мастерс                             | West Surrey Racing    | 1      | 0      | 0     | 0  | 0       | -    | 9     |
| 1994  | Британская Формула-3                          | Racing for Spain      | 17     | 0      | 0     | 0  | 0       | 6    | 19    |
| 1995  | Японская Формула-3                            | TOM’S                 | 9      | 8      | 8     | 4  | 9       | 54   | 1     |
| 1995  | Гран-при Макао                                | TOM’S                 | 1      | 0      | 0     | 0  | 1       | -    | 3     |
| 1996  | Формула-Ниппон                                | Team Nova             | 10     | 0      | 0     | 0  | 1       | 13   | 8     |
| 1996  | Всеяпонский чемпионат GT                      | TOM’S                 | 6      | 0      | ?     | ?  | 2       | 38   | 13    |
| 1996  | Гран-при Макао                                | Paul Stewart Racing   | 1      | 0      | 0     | 0  | 0       | -    | 7     |
| 1997  | Формула-Ниппон                                | Team Nova             | 10     | 6      | 4     | 3  | 10      | 82   | 1     |
| 1997  | Всеяпонский чемпионат GT                      | TOM’S                 | 6      | 2      | ?     | ?  | 4       | 64   | 1     |
| 1999  | Формула-1                                     | Repsol Arrows         | 16     | 0      | 0     | 0  | 0       | 1    | 18    |
| 2000  | Формула-1                                     | Arrows F1 Team        | 17     | 0      | 0     | 0  | 0       | 2    | 16    |
| 2001  | Формула-1                                     | Jaguar Racing         | 13     | 0      | 0     | 0  | 0       | 3    | 16    |
| 2002  | Формула-1                                     | Jaguar Racing         | 17     | 0      | 0     | 0  | 0       | 0    | 21    |
| 2005  | Формула-1                                     | West McLaren Mercedes | 1      | 0      | 0     | 1  | 0       | 4    | 20    |
| 2006  | Формула-1                                     | Team McLaren Mercedes | 8      | 0      | 0     | 0  | 1       | 19   | 11    |
| 2010  | Формула-1                                     | BMW Sauber F1 Team    | 14     | 0      | 0     | 0  | 0       | 6    | 17    |
| 2011  | Формула-1                                     | Sauber F1 Team        | 1      | 0      | 0     | 0  | 0       | 0    | 20    |
| 2012  | Формула-1                                     | HRT F1 Team           | 6      | 0      | 0     | 0  | 0       | 0    | 25    |

### Результаты выступлений в Формуле-1
| Легенда к таблице |                                                                    |
| --- | ------------------------------------------------------------------ |
| В таблице перечислены результаты всех Гран-при Формулы-1, в которых принимал участие гонщик. Строками таблицы являются сезоны, столбцами — этапы чемпионата мира. В каждой клетке указаны сокращённое название этапа и результат, дополнительно обозначенный цветом. Расшифровка обозначений и цветов представлена в нижеследующей таблице. |                                                                    |
| \| Пример \| Описание \| \| ------------ \| ------------------------------------------------------------------ \| \| 1 \| Победитель \| \| 2 \| Второе место \| \| 3 \| Третье место \| \| 5 \| Финишировал, заработав очки \| \| Сход \| Не финишировал, но при этом заработал очки \| \| 12 \| Финишировал, не получив очков \| \| НКЛ \| Финишировал, но не попал в финальную классификацию \| \| 15 \| Участвовал вне зачёта, либо по отдельной классификации \| \| 18 \| Не финишировал, но попал в финальную классификацию \| \| Сход \| Не финишировал \| \| НКВ \| Не прошёл квалификацию \| \| НПКВ \| Не прошёл предквалификацию \| \| ДСК \| Дисквалифицирован \| \| ИСК \| Исключён из протокола соревнований \| \| ТТ \| Заявлен для участия только в тренировках \| \| НС \| Участвовал в квалификации, но не стартовал в гонке \| \| Т \| Травмирован или болен \| \| ОТК \| Отказ от участия \| \| НТР \| Прибыл на соревнования, но на трассу не выезжал \| \| НПР \| Был заявлен в числе участников, но не прибыл к началу соревнований \| \| О \| Соревнования отменены \| \| \| Не участвовал \| \| Поул-позиция \| \| \| Быстрый круг \| \| |                                                                    |
| Пример | Описание                                                           |
| 1 | Победитель                                                         |
| 2 | Второе место                                                       |
| 3 | Третье место                                                       |
| 5 | Финишировал, заработав очки                                        |
| Сход | Не финишировал, но при этом заработал очки                         |
| 12 | Финишировал, не получив очков                                      |
| НКЛ | Финишировал, но не попал в финальную классификацию                 |
| 15 | Участвовал вне зачёта, либо по отдельной классификации             |
| 18 | Не финишировал, но попал в финальную классификацию                 |
| Сход | Не финишировал                                                     |
| НКВ | Не прошёл квалификацию                                             |
| НПКВ | Не прошёл предквалификацию                                         |
| ДСК | Дисквалифицирован                                                  |
| ИСК | Исключён из протокола соревнований                                 |
| ТТ | Заявлен для участия только в тренировках                           |
| НС | Участвовал в квалификации, но не стартовал в гонке                 |
| Т | Травмирован или болен                                              |
| ОТК | Отказ от участия                                                   |
| НТР | Прибыл на соревнования, но на трассу не выезжал                    |
| НПР | Был заявлен в числе участников, но не прибыл к началу соревнований |
| О | Соревнования отменены                                              |
| | Не участвовал                                                      |
| Поул-позиция |                                                                    |
| Быстрый круг |                                                                    |

| Сезон | Команда               | Шасси          | Двигатель               | Ш | 1        | 2        | 3        | 4        | 5        | 6        | 7        | 8        | 9        | 10       | 11       | 12       | 13       | 14       | 15       | 16       | 17       | 18       | 19       | 20     | Место | Очки |
| ----- | --------------------- | -------------- | ----------------------- | - | -------- | -------- | -------- | -------- | -------- | -------- | -------- | -------- | -------- | -------- | -------- | -------- | -------- | -------- | -------- | -------- | -------- | -------- | -------- | ------ | ----- | ---- |
| 1999  | Repsol Arrows         | Arrows A20     | Arrows T2-F1 3,0 V10    | B | АВС 6    | БРА Сход | САН Сход | МОН Сход | ИСП 11   | КАН Сход | ФРА 11   | ВЕЛ Сход | АВТ Сход | ГЕР Сход | ВЕН 15   | БЕЛ Сход | ИТА Сход | ЕВР Сход | МАЛ Сход | ЯПО 13   |          |          |          |        | 18    | 1    |
| 2000  | Orange Arrows         | Arrows A21     | Supertec FB02 3,0 V10   | B | АВС Сход | БРА 8    | САН Сход | ВЕЛ Сход | ИСП Сход | ЕВР 6    | МОН Сход | КАН Сход | ФРА Сход | АВТ Сход | ГЕР 6    | ВЕН 16   | БЕЛ 16   | ИТА Сход | США Сход | ЯПО 12   | МАЛ Сход |          |          |        | 16    | 2    |
| 2001  | Jaguar Racing         | Jaguar R2      | Cosworth CR-4 3,0 V10   | M | АВС      | МАЛ      | БРА      | САН      | ИСП Сход | АВТ Сход | МОН Сход | КАН 6    | ЕВР 8    | ФРА 14   | ВЕЛ 12   | ГЕР Сход | ВЕН 11   | БЕЛ Сход | ИТА 5    | США 12   | ЯПО Сход |          |          |        | 16    | 3    |
| 2002  | Jaguar Racing         | Jaguar R3      | Cosworth CR-4 3,0 V10   | M | АВС 8    | МАЛ 10   | БРА 8    | САН Сход | ИСП Сход | АВТ Сход | МОН 10   | КАН Сход | ЕВР 10   | ВЕЛ 11   | ФРА 9    | ГЕР Сход | ВЕН 13   | БЕЛ Сход | ИТА Сход | США Сход | ЯПО Сход |          |          |        | 21    | 0    |
| 2005  | West McLaren Mercedes | McLaren MP4-20 | Mercedes FO108S 3,0 V10 | M | АВС тест | МАЛ тест | БАХ 5    | САН тест | ИСП тест | МОН      | ЕВР      | КАН тест | США тест | ФРА тест | ВЕЛ тест | ГЕР      | ВЕН      | ТУР тест | ИТА тест | БЕЛ      | БРА      | ЯПО тест | КИТ тест |        | 20    | 4    |
| 2006  | Team McLaren Mercedes | McLaren MP4-21 | Mercedes FO108S 2,4 V8  | M | БАХ      | МАЛ      | АВС      | САН      | ЕВР      | ИСП      | МОН      | ВЕЛ      | КАН      | США      | ФРА 7    | ГЕР Сход | ВЕН 2    | ТУР 5    | ИТА Сход | КИТ 5    | ЯПО 11   | БРА 8    |          |        | 11    | 19   |
| 2010  | BMW Sauber F1 Team    | Sauber C29     | Ferrari 056 2,4 V8      | B | БАХ Сход | АВС 12   | МАЛ НС   | КИТ Сход | ИСП Сход | МОН Сход | ТУР 11   | КАН Сход | ЕВР 12   | ВЕЛ Сход | ГЕР 14   | ВЕН 7    | БЕЛ 11   | ИТА 14   | СИН      | ЯПО      | БРА      | КОР      | АБУ      |        | 17    | 6    |
| 2011  | Sauber F1 Team        | Sauber C30     | Ferrari 056 2,4 V8      | P | АВС      | МАЛ      | КИТ      | ТУР      | ИСП      | МОН      | КАН 12   | ЕВР      | ВЕЛ      | ГЕР      | ВЕН      | БЕЛ      | ИТА      | СИН      | ЯПО      | КОР      | ИНД      | АБУ      | БРА      |        | 20    | 0    |
| 2012  | HRT F1 Team           | HRT F112       | Cosworth CA2012 2,4 V8  | P | АВС НКВ  | МАЛ 21   | КИТ 21   | БАХ 20   | ИСП 19   | МОН Сход | КАН Сход | ЕВР 17   | ВЕЛ 20   | ГЕР 21   | ВЕН 22   | БЕЛ 18   | ИТА 19   | СИН 17   | ЯПО 18   | КОР Сход | ИНД Сход | АБУ 17   | США 21   | БРА 17 | 25    | 0    |